# Likotinaréa
Likotinaréa, en grec moderne : Λικοτιναρέα, est un village du dème d'Apokóronas, dans le district régional de La Canée, de la Crète, en Grèce. Selon le recensement de 2011, la population de Likotinaréa compte 50 habitants.
Le village est situé à 31 km au sud-est de La Canée et à une altitude de 290 mètres.

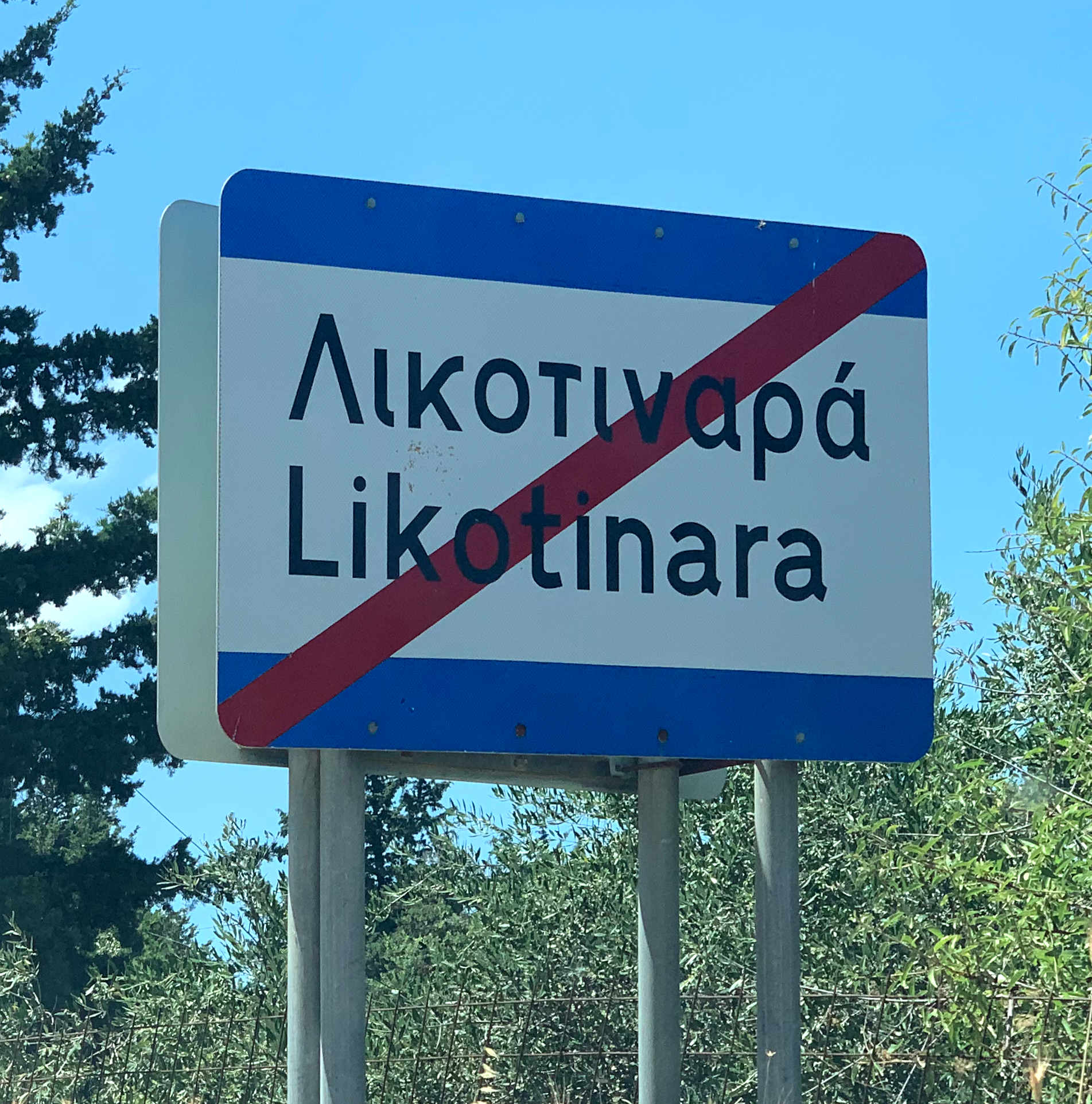
Panneau de sortie.